# Cecina de Volaterrae
Cecina de Volaterrae (en llatí Caecina Volaterrae) va ser un amic d'Octavi August que el va enviar a Ciceró l'any 44 aC.
Ciceró diu "Caecinam quendam Volaterranum" el que indicaria que no era la mateixa persona que Aule Cecina ni un fill d'ell. Octavi també el va fer servir com a enviat amb propostes, davant de Marc Antoni l'any 41 aC.